# Lípa republiky (Novodvorská)
Lípa republiky na Sídlišti Novodvorská je významný strom, který roste v Praze 4-Lhotce na prostranství mezi panelovými domy jižně od Kulturního centra Novodvorská.

## Popis
Lípa roste na zatravněné ploše. Obvod kmene má 114 cm, výška není uvedena (r. 2015). V databázi významných stromů Prahy je zapsaná od roku 2014.

## Historie
Lípa svobody byla vysazena při malé slavnosti 28. října 1968 na připomínku 50. výročí vzniku Československé republiky. Kolem lípy poté vznikla ohrádka v národních barvách. Sídliště Novodvorská, které lípu obklopuje, bylo postaveno v letech 1964 – 1969 podle návrhu architektů Aleše Bořkovce a Vladimíra Ježka.